# 千葉県の事件一覧
千葉県の事件一覧（ちばけんのじけんいちらん）は、古代から現在まで県域内で起きた災害（戦争や事変、テロなどの人災、地震などの天災）についてまとめるためのページである。

## 人災

### 古代から平安
- 景行天皇40年 - 日本武尊による蝦夷東征（伝説）。
- 770年 - 811年 - 三十八年戦争
- 816年 - 上総国夷隅郡にあった正倉六〇宇が焼け、稲57万900束が焼失、税長久米部当人が失火の責任をとって自殺する事件が起こる
- 848年 - 上総の俘囚丸子廻毛らが反乱を起こし、上総。下総など5カ国に征伐命令が下り、2日後俘囚57名を惨殺
- 870年 - 上総の俘囚が蜂起、民家が放火され、良民を殺害、武器を持って略奪する事件が発生する
- 875年 - 下総で、俘囚が寺を焼き、良民が殺害されるという事件が発生、律令国家は武蔵・上総・常陸・下野の兵士三百人を動員し、下総国を支援追討する
- 883年 - 上総市原郡の俘囚30余人が反乱、官物を盗み、人民を殺害したため、国内諸郡の人夫・兵士千人を動員し、追討する事件が発生する
- 935年頃 - 平将門の乱が起こる
- 1003年 - 平維良の乱が起こる
- 1028年頃 - 平忠常の乱が起こる
- 1180年 - 千葉氏、上総氏などが石橋山の戦いで源氏方として戦うも敗れる。源頼朝が安房に渡る
  - 11月9日 - 富士川の戦い
- 1183年12月 - 上総広常が源頼朝に謀殺される

### 鎌倉から戦国
- 1213年 - 和田合戦で、和田義盛が滅び、上総・安房にあった荘園が北条義時・時房の領地となる
- 1247年 - 宝治合戦で、千葉氏と関係が深い三浦氏が北条氏に滅ぼされる
- 1246年 - 小松原で日蓮が地頭東条影信に襲撃される事件が発生（小松原法難）
- 1335年 - 幕府滅亡に伴い、千葉貞胤と千田胤貞の対立が激化、千葉館攻城、千田荘の合戦が起こる
- 1365年 - 千葉宗家と千葉六党、新たに台頭してきた円城寺氏・中村氏・内山・原氏等の家臣団との対立が深刻化する
- 1416年 - 上杉禅秀の乱が起こる
- 1418年 - 上総本一揆が起こる
- 1454年 - 足利成氏によって上杉憲忠誅伐事件が発生する
- 1455年 - 享徳の乱が起こる。
- 1476 - 1480年 - 長尾景春の乱
- 1499年 - 下総国浅草寺が焼失する（現東京都）
- 1521年6月 - 行人台の戦い
- 1526年 - 六浦攻撃
- 1527年 - 名都狩合戦が起こる
- 1533年 - 稲村の変が起こる
  - 7月 - 天文の内乱
- 1538・1564年 - 国府台合戦が起こる
- 1567年8月23日 - 三船山合戦が起こる

### 安土桃山から江戸
- 1609年 - スペイン船が上総国岩和田村沖で岩礁にのりあげて難破（ドン・ロドリゴの漂着）
  - 望陀郡田川村（木更津市）代官の年貢増徴・検地に反対。（年貢軽減・名主死罪）<越訴>
- 1611年 - 大久保忠隣失脚に連座して安房里見家が伯耆国倉吉に改易されるが、世継ぎ問題から里見忠義の死去により廃絶、側近8名も共に殉死し、大岳院に葬られる。殉死した側近は『南総里見八犬伝』の「八犬士」のモデルとなった。
- 1630年 - 不受不施派の池上本門寺と身延山久遠寺が対立、身地対論により、身延側が勝利、房州の不受不施派の中山法華経寺・小湊誕生寺・平賀本土寺・多古中村壇林・八日市場飯高壇林等の僧侶が追放、身延寺の末寺となる
- 1652年 - 印旛郡公津村・佐倉藩の年貢増徴に反対（佐倉一揆）<愁訴>
- 1657年 - 香取郡山倉村（香取市）旗本領で年貢増徴に反対（名主遠島）<越訴>
- 1667年 - 匝瑳郡椿村(匝瑳市)旗本内藤氏領・名主の非違を百姓が出訴により、旗本改易<愁訴>
- 1678年 - 長狭郡上小原村(鴨川市)旗本有住氏領。老中へ駕籠訴<越訴>
  - 望陀郡新田村(袖ヶ浦市)旗本太田氏領。増賦課に反対（成功・遠島）<強訴>
- 1682年 - 安房郡大神宮村(館山市)旗本領。年貢増徴・山入会権禁圧に反対。老中に出訴。（頭取7人死罪）<越訴>
- 1701年5月 - 折立村の大火
- 1702年 - 匝瑳郡椿新田村々(匝瑳市)幕領・旗本領。不作により困窮夫食願のため、60人が江戸屋敷に押しかける<越訴>
- 1711年 - 万石騒動
- 1718年 - 日近という法中が行川周辺で行った宗教弾圧事件(行川法難)
- 1722年 - 市原郡馬立村(市原市)旗本稲富氏領・年貢増徴反対で老中駕籠訴（20人所払い、1人闕所）<越訴>
- 1741年 - 海上郡岩崎村(旭市)与力給知・百姓経営の立ちゆきがたきを出版。（江戸払いを命じられる）<箱訴>
- 1742年 - 武射郡戸田村(山武市)旗本田村氏領・年貢減免・御用金廃止などを要求（訴人村払い。領主半知召し上げ）<箱訴>
  - 天羽郡岩富村(富津市)12ヵ村の百姓が鬼泪山の利用について佐貫藩領など14ヵ村名主を相手取り老中に駕籠訴（名主1名遠島などの処罰多数）<越訴>
  - 匝瑳：椿村(八日市場市)旗本内藤氏領・名主の非違を百姓が出訴により、旗本改易<愁訴>
- 1746年 - 市原郡今富村(市原市)旗本松下氏領・年貢減免・用人罷免を要求<越訴>
- 1750年 - 夷隅郡押日村など5ヶ村（いすみ市など）旗本阿部氏領・年貢増税に反対（頭取死罪）<強訴>
  - 埴生郡芦田村など13ヶ村(成田市)佐倉藩領・年貢納入延期を100人余りが出訴<強訴>
- 1765年 - 市原郡今富村(市原市)旗本松下氏領。年貢減免で出訴<強訴>
- 1770年 - 平郡金尾谷村勝山藩領。年貢減免・役人非違で出訴、名主1人処刑、遺族が老中へ駕籠訴<越訴>
  - 匝瑳郡松山村(匝瑳市)旗本中根氏領・年貢不納による騒動
- 1776年 - 長柄郡船頭給村など18ヶ村(一宮町など)幕領・旗本領。新開地の地割反対。村役人非違（不成功・船取1人死罪）<強訴>
- 1783年 - 印旛・埴生・千葉郡：先崎村・赤萩村など(八千代・千葉・成田市など100ヶ村以上)佐倉藩領。年貢減免などを要求して1500人近く城下に押し寄せる（頭取2人永牢などの処罰）<強訴>
- 1785年 - 千葉郡萩台村(千葉市)旗本中山氏領・年貢減免三分引に反対<強訴>
  - 天羽郡金谷村（富津市）旗本白須氏領。年貢増徴と山稼ぎ差止につき領主へ門訴<頭取が獄死<越訴>
- 1787年 - 千葉郡千葉町・登戸・寒川村(千葉市)佐倉藩領で米価高騰。300人が18件を打ちこわす（頭取5人追放）<打ちこわし>
  - 望陀郡木更津村(木更津市)米価高騰。30軒を打ちこわす<打ちこわし>
  - 周准郡富津村・川名村(富津市)旗本小笠原氏領。米価の高騰。約20軒を打ちこわす（11人捕縛）<打ちこわし>
- 1792年 - 葛飾郡南村など3ヶ所(流山市)旗本領・門訴（過料3貫文）<越訴>
- 1794年 - 日蓮宗多不受不施派の法中14人・法立7人が捕らえられ、1人が流罪、そのほかは全員獄死する（多古法難）
- 1797年 - 夷隅郡部原村(勝浦市)岩槻藩領・小前百姓門訴<越訴>
- 1799年 - 匝瑳郡足川村(旭市)与力給知・区画整理につき小前百姓100人余り門訴（遠島1人・処罰者多数）<強訴>
- 1813年 - 盗賊の火の不始末で、佐倉城天守閣が焼失
- 1814年 - 匝瑳郡川口村(旭市)旗本飯河氏領・百姓2人が年貢納入につき出訴<強訴>
- 1815年 - 市原郡惣社村(市原市)旗本小栗氏領・御用金賦課反対（重追放1人・20数人処罰）<蜂起>
- 文化年間 - 天羽郡金谷村(富津市)旗本白須氏領・重税反対（成功。船取牢死）<越訴>
- 1816年 - 江戸湾での魚場争いの多発に伴い、上総・武蔵・相模の漁村44ヵ村の村役人が会合をし、議定書を作成する
- 1824年 - 船橋漁師と猫実東宇喜田漁師が漁場で乱闘、船橋漁師総代が入牢され獄死する
  - 市原郡皆吉村(市原市)旗本三好氏領・元名主の不正勘定吟味要求。村方騒動が発展<越訴>
- 1829年 - 市原郡菊間村などの9ヵ村(市原市)旗本酒井氏領・酒井家本家からの勝手方用人派遣を要求<越訴>
- 1831年 - 長柄郡総寿新田(茂原市)鶴牧氏領・領主の転封反対<愁訴>
- 1832年 - 葛飾郡花野井村(柏市)田中藩領・手代の御下け金横領を名主が出訴<越訴>
- 1833 - 1839年 - 天保の大飢饉の影響を受ける
- 1833年 - 市原郡嶋野村(市原市)三河西大平藩領・小作米減免要求。江戸屋敷へ門訴未遂。要求がとおる<門訴>
- 1834年 - 印旛郡米本村(八千代市)佐倉藩領・夫食を要求して30人がデモ行進するが途中で断念（富農民層が給付金）<愁訴>
  - 長狭郡浜荻村(天津小湊町)旗本武蔵岩槻藩領氏領・米価高騰。80人近くが米穀商人４軒を打ち壊す（4人捕縛）<打ちこわし>
- 1835年 - 市原郡松ケ嶋村(市原市)旗本榊原氏領・年番名主と勝手賄役の罷免要求<越訴>
- 1837年 - 千葉・印旛郡川井村など21ヵ村(千葉市など)旗本戸田氏領・非法な代官らの罷免要求（成功）<愁訴>
  - 海上郡三宅村(銚子市)旗本領・年貢を遅納のうえ、出訴<越訴>
- 1840年 - 多古周辺26ヶ村で日蓮宗多不受不施派の内信者が摘発される
- 1842年 - 望陀郡川井村など50余ヵ村(君津市・木更津市)川越藩領・薪炭の専売に反対などで江戸へ向おうとするが、説得され断念（要求の一部認められる。頭取1人闕所・永牢など処罰８人）<強訴>
- 1843年 - 市原郡平田村(市原市)旗本朝比奈氏領・旧名主の不正吟味要求<越訴>
  - 市原郡嶋野村(市原市)西大平藩領・人足負担の公平化要求門訴未遂<門訴>
- 1845年 - 市原郡惣社村(市原市)上総貝淵領・年貢と小作米の減免。強訴未遂。（処罰は御叱のみ）<強訴>
  - 市原郡磯ケ谷村(市原市)佐貫藩領（入牢・手鎖などの処罰者多数）<越訴？>
- 1849年 - 望陀郡上三ツ作・下三ツ作村(袖ヶ浦市)旗本高木氏領・領主と村役人に反対。老中へ駕籠訴<越訴>
- 嘉永年間 - 山辺郡片貝村など10余ヵ村(九十九里町)与力給知・九十九里浜芝地の開発に反対<愁訴>
- 1859年 - 長柄郡茂原村(茂原市)旗本領/幕領・米価高騰。300人が穀屋6軒を打ち壊す（２人追放）<打ちこわし>
- 1863年 - 真忠組事件が起こる
- 1865年 - 海上郡大間手村(旭市)佐倉藩領・村の一部の旗本領への領地替に反対、名主出訴（不成功）<越訴>
- 1866年 - 望陀郡木更津村(木更津市)幕領(二本松藩領地)・米価高騰。穀屋20軒を打ち壊す。（捕縛者多数）<打ちこわし>
  - 埴生郡成田村(成田市)佐倉藩領・安穀売の助成要求（成功）<強訴>
  - 匝瑳郡八日市場村(匝瑳市)旗本4氏・幕領・米価高騰で商家７軒を打ち壊す。商人たちが400両を差し出す。<打ちこわし>
  - 千葉郡千葉町(千葉市)・米価高騰につき小前百姓240余人が佐倉にむかうが途中で説得され断念<強訴>
  - 印旛郡山梨村(四街道市)佐倉藩領・小作切引。佐倉城下へ訴願（30人処罰）<強訴>
  - 千葉郡馬立村(千葉市など)旗本戸田氏領・年貢減免などを要求。大勢で江戸へ向かうが途中で説得され帰る<強訴>
  - 夷隅郡谷堀村など4ヵ村(いすみ市)旗本阿部氏領・年貢減免要求<強訴>
- 1867年 - 印旛郡米本村(八千代市)佐倉藩領・小作の増石代（2人処罰）<打ちこわし>
- 1868年 - 埴生郡長南宿(長南町)旗三枝氏領・小前百姓300人が商家２軒を打ち壊す。<打ちこわし>
  - 5月24日 - 市川・船橋戦争が起こる
  - 11月19日 松山戦争

### 明治から戦前
- 1868年 - 1871年 - 各地で廃仏毀釈が起こる
- 1872年 - 長沼事件が発生する
- 1874年 - 千葉県庁舎が放火によって焼失。
- 1876年 - 旧会津藩士永岡久茂ら13名による千葉県庁襲撃未遂事件が突発する（思案橋事件）
- 1879年 - 武射郡出身の民権家桜井静が「国会開設懇請協議案」を全国に公布する事件が発生
- 1880年 - 夷隅事件が起こる
- 1884年 - 夷隅・安房で自由民権運動を弾圧する事件が発生（夷隅・安房事件）
- 1891年4月24日 - 名内の大火
- 1894 - 1895年 - 日清戦争（戦時中）
- 1904 - 1905年 - 日露戦争（戦時中）
- 1917年 - 銚子醤油労働争議
- 1922・1928年 - 野田醤油労働争議が発生する
- 1923年 - 関東大震災に伴う朝鮮・日本人の殺害事件[注釈 1]
  - 1923年9月3日 - 亀戸事件（参考）
  - 9月6日 - 福田村事件
- 1925年8月20日 - 鬼熊事件
- 1926年 - 京成電気軌道で労働組合の結成をめぐり、従業員と会社が対立、ストライキが起こる
- 1927年 - 野田醤油労働争議が発生する
- 1936年2月26日 - 市川の国府台七十四連隊の一部が二・二六事件に参加
- 1937～1945年 - 日中戦争・太平洋戦争（戦時中）
  - 1937年8月15日 - 木更津海軍航空隊が渡洋爆撃をする
  - 1940年 - 特高課長講演問題
  - 1942年4月18日 - ドーリットル空襲
    - 1942年 - 鈴木松五郎(安房郡太海村村長)殺害事件

  - 1944年 - 4月 - 鳩部隊（輸送機隊）所属のテニアン定期便・九六式陸上輸送機が旭市袋地区に墜落し、女性1名が死亡
    - 6月 - 訓練中だった香取基地所属のゼロ戦が不時着し、水田で作業中だった旭市鎌数の夫婦が死亡する。
    - 9月 - 施工不良だった木更津海軍航空基地の航空機用掩蔽壕が崩れ、中で小休止をしていた海軍兵士11人が死亡する
    - 10月 - 勤労奉仕の作業中に匝瑳中学校の生徒1人が死亡し、同級生がストライキを起こす事件が発生
    - 10月24日 - 市川空襲
    - 12月3日 - 印旛事件
    - 12月 - 松戸空襲

  - 1944年・1945年 - 気球連隊による『ふ』号作戦が行われる
  - 1945年1月 - 5月 - 戦局の悪化により下志津陸軍飛行学校が下志津教導飛行師団に改編。4ヶ月間の猛特訓で6回の訓練事故が発生し、11人が死亡する。
    - 2月16日 - 関東・東海地区に1000機以上の艦載機が来襲（香取空襲等）
    - 2月25日 - 佐倉でP51の機銃掃射によって死者2人・重傷者1人
    - 2月29日 - 米本空襲
    - 3月9日・7月20日 - 銚子空襲
    - 3月9日 - 3月10日 - 東京大空襲後余波によって根郷国民学校太田文教所などが焼失。
    - 3月10日 - 二宮町空襲
    - 5月19日 - 館山空襲
    - 5月25日 - 茂原刺突演習事件
    - 6月10日・7月6日 - 7日 - 千葉空襲
    - 7月18日 - 佐倉駅空襲
    - 6月23日 - 佐原町事件
    - 7月18日 - 白浜艦砲射撃
    - 8月13日 - 成東駅において空襲のため弾薬輸送列車が誘爆する事故が発生
    - 8月14日 - 8月15日 - 終戦緒直後、147師団第427連隊の将校がクーデターを計画するが未遂に終わる
    - 8月15日 - 一宮町事件
    - 9月3日 - 米軍が上陸、館山事件が発生する

  - 1945 - 1949年 - 太平洋戦争の敗戦に伴い進駐軍の占領政策下に入る
  - 1945 - 1956年 - ソ連による日本人のシベリア抑留（戦後問題）
    -  ? - 柏空襲　大規模空襲はないが機銃掃射など柏でも死傷者が出た。
    -  ? - 流山空襲

### 戦後から現在
- 1948 - 1955年 - 九十九里浜闘争
- 1952年10月11日 - おせんころがし殺人事件
- 1953年 - 旧軍跡地を利用した保安隊基地建設をめぐり、茂原・百里・神之池の4ヶ所で闘争がおこる（百里基地反対闘争など）。
- 1954年2月17日 - 三里塚事件
- 1954 - 1955年 - 木更津基地の拡張に対し、米軍と市民が対立。漁民総会の反対運動、保守系の国会議員などを交えた｢木更津基地拡張反対市民大会｣が開かれるなど反対運動の高まりによって中止となる（木更津闘争）。
- 1955年6月18日 - 式場精神病院火災、千葉県市川市。死者18名。
  - 12月25日 - 柏大火
- 1958年 - 昭和33年塩害
- 1966年6月22日 - 成田空港問題（三里塚闘争）発生
  - 1968年3月 - TBS成田事件
- 1966年 - 1967年 - 混血少年連続殺人事件
- 1970年 - 1980年代 -千葉県内での北朝鮮による日本人拉致[1][2]
- 1971年 - PBM作戦
  - 2月〜3月 - 成田空港予定地の第一次代執行
  - 5月21日 - 田畑百貨店火災
  - 9月 - 成田空港予定地の第二次代執行
  - 9月16日 - 神奈川県警察特別機動隊が襲撃を受け、警察官3名が殉職（東峰十字路事件）
- 1973年8月 - 印旛沼事件
- 1974年7月3日 - 松戸OL殺人事件
  - 10月30日 - 市原両親殺害事件
  - 11月9日 - 第十雄洋丸事件
- 1976年 - 1979年 - 野田事件
- 1977年5月9日 - 山武郡芝山町長宅前の臨時派出所が襲撃され、警察官1名が殉職 (芝山町長宅前臨時派出所襲撃事件)
- 1978年3月 - 成田空港管制塔占拠事件
- 1979年8月2日 - 君津市の神野寺にて飼育されていた虎3頭が逃げ出し自衛隊が出動、7500名で捜索活動がおこなわれる
- 1982年 - 新宿歌舞伎町ディスコナンパ殺傷事件（未解決事件）
- 1985年6月23日 - 成田空港手荷物爆発事件
  - 10月20日 - 10.20成田現地闘争
- 1986年1月14日 - 西船橋駅ホーム転落死事件
- 1988年9月21日 - 千葉県収用委員会会長襲撃事件
- 1990年6月 - 米空母ミッドウェイが房総沖で爆発事故を起こし、米兵2人が死亡、16人が負傷する事故が起こる
- 1991年5月1日 - 千葉・福島・岩手誘拐殺人事件
- 1992年3月5日 - 市川一家4人殺害事件
- 1995年1月21日 - ボジンカ計画
- 1997年 - 千葉市都立高校教諭強盗殺人事件（未解決事件）
- 2001年8月 - 船橋市西図書館蔵書破棄事件
  - 2001年 - 千葉市貝塚町夫婦失踪事件（未解決事件）
- 2002年8月5日 - マブチモーター社長宅殺人放火事件
- 2003年10月1日 - 千葉少女墓石撲殺事件
  - 12月18日 - 館山市一家4人放火殺人事件
- 2005年4月25日 - ファミレス2人射殺事件
  - 5月2日 - 少女スーツケース詰め殺人事件
  - 11月1日 - 東武鉄道運転士懲戒解雇事件
  - 11月17日 - 構造計算書偽造問題
- 2006年2月7日 - 横芝光インスリン殺人未遂事件
- 2007年3月26日 - リンゼイ・アン・ホーカー殺害事件
- 2008年2月19日 - イージス艦衝突事故
  - 9月 - 東金市女児殺害事件
- 2009年10月22日 - 松戸女子大生殺害放火事件
- 2014年3月3日 - 柏市連続通り魔殺傷事件
- 2017年3月24日 - 千葉小3女児殺害事件

## 天災

### 古代から平安
- 685年 - 浅間山の噴火
- 800 - 802年 - 富士山の噴火（延暦噴火）
- 864年 - 富士山の噴火（貞観噴火）
- 1108年 - 浅間山の噴火

### 鎌倉から戦国
- 1257年10月9日 - 正嘉地震
- 1293年5月27日 - 鎌倉大地震
- 1498年9月20日 - 明応東海地震

### 安土桃山から江戸
- 1605年2月3日 - 慶長地震 - 東海道沖、津波で死者多数。
- 1624年利根川洪水が発生する。（特に江戸幕府による利根川改修以降、洪水が多発）
- 1642 - 1643年 - 寛永の大飢饉の影響を受ける
- 1677年11月4日 - 房総沖地震 - 津波・房総だけでも溺死者200人を越える。
- 1703年12月31日 - 元禄地震 - 津波で九十九里浜などで死者多数
- 1704年 - 利根川洪水が発生する
- 1707年12月16日～1708年1月1日 - 富士山の宝永大噴火の影響を受ける
- 1728年 - 利根川洪水が発生する
- 1742年 - 利根川大洪水が発生する。
- 1750 - 1850年 - 小氷期がピーク、収穫物の収量が減少、開墾が行われる
- 1756年2月20日 - 宝暦地震
- 1757年 - 利根川洪水が発生する
- 1782 - 1788年 - 天明の大飢饉の影響を受ける
- 1783年 - 利根川大洪水が発生する。
- 1783年 - 浅間山の天明大噴火の影響を受ける
- 1801年5月27日 - 享和地震：上総で民家の倒壊が発生
- 1812年12月7日 - 武蔵・相模地震
- 1846年 - 利根川洪水が発生する
- 1855年11月11日 - 安政江戸地震の影響を受ける
- 1866年11月24日 - 慶応地震

### 明治から戦前
- 1877年5月10日 - チリイキケ沖地震による津波の被害が発生、房総太平洋沿岸で死者がでる
- 1879年 - 第1回県議会議員選挙を実施。各郡より48名人の新議員が選出される。武射郡出身の民権家桜井静が「国会開設懇請協議案」を全国に公布する事件が発生。
- 1884年 - 夷隅・安房で民権運動弾圧する事件が発生。（夷隅・安房事件）
- 1894年6月20日 - 明治東京地震
- 1895年1月18日 - 霞ヶ浦地震
- 1902年9月28日 - 足尾台風
- 1909年3月13日 - 房総沖地震
- 1913年 - 茨城県沖地震
- 1915年11月16日 - 千葉県中部地震
- 1918年9月8日 - 択捉島沖地震
- 1921年12月8日 - 龍ヶ崎地震
- 1922年4月26日 - 浦賀水道地震
- 1923年1月14日 - 茨城県南西部地震
  - 6月2日 - 茨城県沖地震
  - 9月1日 - 関東地震(神奈川県西部震源)によって家屋の倒壊や津波が発生する。
- 1930年11月26日 - 北伊豆地震
- 1931年9月21日 - 西埼玉地震
- 1927年8月19日 - 関東東方沖地震
- 1928年5月21日 - 千葉県北西部地震
- 1941年 - 利根川中・下流域で堤防が決壊し、大水害が発生
- 1944年12月7日 - 東南海地震

### 戦後から現在
- 1947年9月上旬 - カスリーン台風
- 1948年9月16日 - アイオン台風
- 1949年8月31日 - キティ台風
- 1950年9月10日 - 千葉県東方沖地震
- 1951年1月9日 - 千葉県中部地震
- 1953年9月 - 昭和28年台風第13号
- 1953年11月26日 - 房総沖地震
- 1956年2月14日 - 千葉県西部地震
  - 9月30日 - 千葉県北西部地震
- 1958年9月 - 狩野川台風
- 1960年5月24日 - チリ地震による津波の被害が発生、房総太平洋沿岸で死者がでる
- 1961年1月16日 - 茨城県沖地震
- 1962年11月14日 - 千葉県東方沖地震
- 1964年9月 - 昭和39年台風第20号
- 1968年5月16日 - 十勝沖地震
  - 8月15日 - セレベス海地震
- 1971年9月7日 - 8日 - 昭和46年台風第25号
- 1972年2月29日 - 八丈島東方沖の地震
  - 12月4日 - 八丈島東方沖地震
- 1974年8月4日 - 茨城県南西部地震
- 1975年10月31日 - フィリピン地震
  - 11月29日 - ハワイ諸島地震
- 1976年8月17日 - セレベス海地震
- 1978年1月14日 - 伊豆大島近海の地震
- 1979年10月 - 昭和54年台風第20号
  - 12月12日 - エクアドル沿岸地震による津波
- 1980年6月29日 - 伊豆大島近海地震
  - 7月18日 - サンタクルーズ諸島沖地震によって津波が発生
  - 9月25日 - 千葉県北西部地震
  - 1982年8月12日 - 伊豆大島近海地震
  - 1985年10月4日 - 茨城・千葉県境地震
- 1987年 - 千葉県東方沖地震
- 1989年2月19日 - 茨城県南西部地震
  - 8月6日 - 平成元年台風第13号
- 1990年 - 茂原竜巻
- 1995年9月 - 平成7年台風第12号
- 1999年 - 佐原豪雨
- 2001年8月 - 平成13年台風第11号
  - 9月 - 平成13年台風第15号
- 2002年7月11日 - 平成14年台風第6号
- 2004年7月30日 - 九十九里いわし博物館にて天然ガスによる爆発事故が発生し、職員1名が死亡する
  - 10月 - 平成16年台風第22号
  - 10月 - 平成16年台風第23号
- 2005年7月26日 - 千葉県北東部地震
  - 7月26日 - 平成17年台風第7号
  - 7月23日 - 千葉県北西部地震
  - 8月16日 - 宮城県沖地震
  - 8月26日 - 平成17年台風第11号
- 2006年11月15日 - 千島列島沖地震
- 2007年1月13日 - 千島列島沖地震
  - 10月 - 平成19年台風第20号
- 2008年5月8日 - 茨城県沖地震
  - 6月14日 - 岩手・宮城内陸地震
- 2011年3月11日 - 東北地方太平洋沖地震（東日本大震災）による津波（旭市）

## 天災とも人災ともいえないもの
- 1926年12月、千葉銚子沖で遭難した「良栄丸（漁船）」が11ヶ月間漂流後、アメリカ西海岸に漂着。乗員全員死亡。
- 1932年安房神社洞窟遺跡から22体の古代人（忌部氏か？）の遺骨が発見される
- 1970年8月、千葉・銚子沖、丸和丸（魚運搬船）、漂流9日間、生存3名。
- 1996年8月、千葉・犬吠埼沖、第3宮丸（まぐろ漁船）、漂流46日間、生存者1名。
- 2001年8月、千葉・犬吠埼沖、繁栄丸（漁船）、漂流37日間